# Christian J. Jäggi
Christian J. Jäggi (* 1952) ist ein Schweizer Ethnologe, Religionswissenschaftler und Theologe. Er arbeitet als Forscher, Sachbuchautor und freier Dozent. Er ist Geschäftsleiter des gemeinnützigen Vereins Inter-Active in Meggen LU. Bis 2005 war er Leiter des Instituts für Kommunikationsforschung IKF. Dieses Institut gründete er 1988 mit David J. Krieger, der auch dessen Kodirektor ist. Arbeitsschwerpunkte von Christian J. Jäggi sind interkulturelle Kommunikation, Migration, Islam und Ethik.

## Leben
Christian J. Jäggi studierte an den Universitäten in Zürich, Bern und Neuchâtel und promovierte 1987 zum Dr. phil. mit der Schrift Zum interreligiösen Dialog zwischen Christentum, Islam und Baha'itum an der Universität Zürich. 2011 bis 2015 studierte er Theologie an der Universität Luzern mit Doktorat zum Thema Doppelte Normativitäten zwischen staatlichen und religiösen Geltungsansprüchen – am Beispiel der katholischen Kirche, der muslimischen Gemeinschaften und der Bahá'í-Gemeinde in der Schweiz. 2020 promovierte er an der Universität zum Dr. phil. in Judaistik zum Thema: Grundbausteine einer gerechten Wirtschaftsordnung im biblischen und rabbinischen Judentum – eine judaistisch-ethische Analyse.
Jäggi war bei kirchlichen Organisationen wie der Caritas Schweiz, der Bischöflichen Kommission Justitia et Pax und der katholischen Erwachsenenbildung tätig. Neben der Leitung des Instituts für Kommunikationsforschung, während der er in den 1990er Jahren eine Reihe seiner Schriften veröffentlichte, ist er nebenamtlicher Lehrbeauftragter der Höheren Fachschule im Sozialbereich in Luzern (HFS Zentralschweiz). Jäggi war von 1999 bis 2004 Leiter und Lehrbeauftragter des Nachdiplomstudiengangs und späteren Master of Advanced Studies (MAS) Interkulturelle Kommunikation an der Universität Luzern.

### Schriften
- Frieden und Begegnungsfähigkeit. Ein Beitrag zur Friedensdiskussion aus der Sicht des interkulturellen Dialogs. Haag und Herchen, Frankfurt am Main 1988, ISBN 3-89228-230-7.
- Rassismus: Ein globales Problem. Orell Füssli, Zürich/Köln 1992, ISBN 3-280-02121-9.
- Nationalismus und ethnische Minderheiten. Orell Füssli, Zürich 1993, ISBN 3-280-02165-0.
- Sozio-kultureller Code, Ritual und Management. Neue Perspektiven in interkulturellen Feldern. VS Verlag für Sozialwissenschaft, Wiesbaden 2009, ISBN 978-3-531-16374-1.
- Volkswirtschaftliche Baustellen. Analyse – Szenarien – Lösungen. Springer Gabler, Wiesbaden 2016, ISBN 978-3-658-11995-9.
- Migration und Flucht. Wirtschaftliche Aspekte, regionale Hot Spots, Dynamiken, Lösungsansätze. Springer Gabler, Wiesbaden 2016, ISBN 978-3-658-13147-0.
- Doppelte Normativitäten zwischen staatlichen und religiösen Geltungsansprüchen. Am Beispiel der katholischen Kirche, der muslimischen Gemeinschaften und der Bahá'í-Gemeinde in der Schweiz. Lit Verlag, Münster 2016, ISBN 978-3-643-80208-8.
- Auf dem Weg zu einer inter-kontextuellen Ethik. Übergreifende Elemente aus religiösen und säkularen Ethiken. Lit Verlag, Münster 2016, ISBN 978-3-643-80244-6.
- Hidden Agendas: Geopolitik, Terrorismus und Populismus. Verlag Traugott Bautz, Nordhausen 2017, ISBN 978-3-95948-010-9.
- Ökologische Baustellen aus Sicht der Ökonomie. Verlierer – Gewinner – Alternativen. Springer Gabler, Wiesbaden 2017, ISBN 978-3-658-16820-9.
- Ernährung, Nahrungsmittelmärkte und Landwirtschaft. Ökonomische Fragestellungen vor dem Hintergrund der Globalisierung. Springer Gabler, Wiesbaden 2018, ISBN 978-3-658-22268-0.
- Ökologische Ordnung, Nachhaltigkeit und Ethik. Problemfelder – Modelle – Lösungsansätze (Bausteine ökologischer Ordnungen. Band 1). Metropolis-Verlag, Marburg 2018, ISBN 978-3-7316-1341-1.
- Wirtschaftsordnung und Ethik. Problemfelder – Modelle – Lösungsansätze. Springer Gabler, Wiesbaden 2018, ISBN 978-3-658-23033-3.
- Frieden, politische Ordnung und Ethik. Fragestellungen – Erklärungsmodelle – Lösungsstrategien. Tectum, Baden-Baden 2018, ISBN 978-3-8288-4238-0.
- Elemente einer ökologischen und nachhaltigen Gesellschaftsordnung im Judentum (Bausteine ökologischer Ordnungen. Band 2). Metropolis-Verlag, Marburg 2019, ISBN 978-3-7316-1342-8.
- Bausteine einer politischen Friedensordnung im Judentum. Ethische Grundlagen. Tectum-Verlag, Baden-Baden 2019, ISBN 978-3-8288-4239-7.
- Grundbausteine einer gerechten Wirtschaftsordnung im biblischen Christentum. Eine ethisch-exegetische Analyse. Frank & Timme, Berlin 2020, ISBN 978-3-7329-0649-9.
- Elemente einer ökologischen und nachhaltigen Gesellschaftsordnung im Christentum (Bausteine ökologischer Ordnungen. Band 3). Metropolis-Verlag, Marburg 2020, ISBN 978-3-7316-1343-5.
- Bausteine einer politischen Friedensordnung im Christentum. Ethische Grundlagen. Tectum-Verlag, Baden-Baden 2020, ISBN 978-3-8288-4240-3.
- Grundbausteine einer gerechten Wirtschaftsordnung im biblischen und rabbinischen Judentum. Eine judaistisch-ethische Analyse. Frank & Timme, Berlin 2020, ISBN 978-3-7329-0711-3.
- Bausteine einer politischen Friedensordnung im Islam. Ethische Grundlagen. Tectum, Baden-Baden 2021, ISBN 978-3-8288-4241-0.
- Elemente einer ökologischen und nachhaltigen Gesellschaftsordnung im Islam (Bausteine ökologischer Ordnungen. Band 4). Metropolis-Verlag, Marburg 2020, ISBN 978-3-7316-1344-2.
- Grundbausteine einer gerechten Wirtschaftsordnung im Islam. Eine ethisch-exegetische Analyse. Frank & Timme, Berlin 2021, ISBN 978-3-7329-0727-4.
- Säkulare und religiöse Bausteine einer universellen Friedensordnung. Eine Zusammenschau. Tectum-Verlag, Baden-Baden 2021, ISBN 978-3-8288-4242-7.
- Säkulare und religiöse Elemente einer ökologischen und nachhaltigen Gesellschaftsordnung. Eine Zusammenschau (Bausteine ökologischer Ordnungen. Band 5). Metropolis-Verlag, Marburg 2021, ISBN 978-3-7316-1345-9.
- Grundbausteine einer gerechten Wirtschaftsordnung aus säkularer, jüdischer, christlicher und islamischer Perspektive. Eine Zusammenschau. Frank & Timme, Berlin 2021, ISBN 978-3-7329-0752-6.
- Die Corona-Pandemie und ihre Folgen. Ökonomische, gesellschaftliche und psychologische Auswirkungen. Springer Gabler, Wiesbaden 2021, ISBN 978-3-658-33976-0.
- Tourismus vor, während und nach Corona. Ökonomische und gesellschaftliche Perspektiven. Springer Gabler, Wiesbaden 2021, ISBN 978-3-658-35287-5.
- Demokratischer Weltstaat statt neuer Nationalismus. Frank & Timme, Berlin 2022, ISBN 978-3-7329-0817-2.
- Perspektiven zum Umbau der fossilen Wirtschaft. Hürden und Chancen für nachhaltigen Konsum in Gegenwart und Zukunft. Springer Gabler, Wiesbaden 2022, ISBN 978-3-658-36755-8.

### Ko-Autor
- mit David J. Krieger: Fundamentalismus. Ein Phänomen der Gegenwart. Orell Füssli, Zürich/Wiesbaden 1991, ISBN 3-280-02028-X.
- mit David J. Krieger: Natur als Kulturprodukt. Kulturökologie und Umweltethik (= Themenhefte Schwerpunktprogramm Umwelt). Birkhäuser, Basel/Boston/Berlin 1997, ISBN 3-7643-5488-7.

### Elektronische Medien
- Fundamentalismus. Orell Füssli, Zürich 1991.